# Comuna Cervonopraporne, Henicesk
Cervonopraporne (în ucraineană Червонопрапорне) este o comună în raionul Henicesk, regiunea Herson, Ucraina, formată din satele Cervonopraporne (reședința), Iasna Poleana, Salkove și Semîhatka.

## Demografie
Componența lingvistică a comunei Cervonopraporne
     Ucraineană (76,55%)
     Rusă (12,22%)
     Alte limbi (0,93%)
Conform recensământului din 2001, majoritatea populației comunei Cervonopraporne era vorbitoare de ucraineană (76,55%), existând în minoritate și vorbitori de rusă (12,22%).